# Globoka upogibalka prstov
Globoka upogibalka prstov (latinsko musculus flexor digitorum profundus) je mišica poldlakti. Izvira iz volarne strani zgornjih dveh tretjin podlahtnice in medkostne vezivne opne ter se narašča na volarno stran baze končnih prstnic rok od 2 do 5 prsta. Mišica ima sinovialno ovojnico (vagina synovialis communis mm. flexorum). Skupaj z povrhnjo upogibalko prstov in podlahtnično upogibalka zapestja tvori na volarni strani podlahtnice ulnarni žleb za podlahtnično arterijo in veno ter podlahtnični živec.
Mišica skrbi za v distalnih in proximalnih interfalagialnih sklepih (2 do 5 prsta), ter volarno fleksijo v zapestnem sklepu.
Globoko upogibalko prstov za drugi in tretji prst oživčuje živec medianus (C7 in Th1), četrti in peti prst pa podlahtnični živec (C7 in Th1).